# のりこえねっと
のりこえねっとは、2013年に設立された任意団体である。正式名称は「ヘイトスピーチとレイシズムを乗り越える国際ネットワーク」（ヘイトスピーチとレイシズムをのりこえるこくさいネットワーク）。
「在日外国人・留学生、国際交流、行政への改策提言」を活動分野として公表する。のりこえネットと誤記されることもあるが、「ねっと」は平仮名が正式である。

## 概要
2013年9月25日、都内で開催した「キックオフ記者会見」で結成を発表した。事務局長には在日韓国青年会の徐史晃会長、副事務局長には同会の朴裕植副会長がそれぞれ就任した。
在日本大韓民国民団（民団）の機関紙「民団新聞」は、共同代表の辛淑玉が在日コリアン3世であると写真付きで紹介し、のりこえねっとの結成を「在日同胞主導」と表記し、辛淑玉の「売られたケンカを買う」「敵はでかいので、広範囲に抵抗していきたい」などの宣言とともに、結成記者会見を報じた。民団新聞によると、「のりこえねっと」の目的は「在日特権を許さない会」などの「行動する右翼」に対する「包囲網づくり」であるという。その記事によると、辛らは「いまは闘う基盤を作るのが最優先」とし、全国で小規模な学習会を組織して賛同人を増やしつつ、共同代表は知名度を活かしてテレビに出演し、広報活動を行うとしている。また、インターネットの差別表現には内容証明を送ったり悪質なものは告訴する方針であるという。発足から2日で賛同人は300人を越え、辛のFacebookには友達リクエストが1,600人以上となり、在日のアクセスが多いという。

## 活動

### ニュース女子のヘイト報道に対する抗議活動
2017年1月に放映の「ニュース女子」（DHCテレビ）で、沖縄県の高江のヘリパッド建設反対デモが報道され、それについて事実と異なるなどと、放送倫理・番組向上機構（BPO）の放送人権委員会へ人権侵害を訴えた。10日にBPOの審議入りが発表されている。
のりこえねっとは1月5日に「在日であるからという理由でその活動を否定的に報道することはヘイトスピーチそのものであることを、同テレビ局は深く認識すべきです」という声明を発表しており、辛淑玉は「地上波でヘイトを垂れ流した『ニュース女子』」と題し「見ていて、こみ上げる怒りを抑えるのがこれほど難しかった経験はかつてなかった。胃液があがってきて、何度も吐いた。」、「この番組は、「まつろわぬ（服従しない）者ども」を社会から抹殺するために、悪意をもって作られ、確信犯的に放送されたのだ」、「デマを流し、政権の尖兵（せんぺい）として憎悪扇動を行うこの番組を、決して許してはならない」などという文章を発表している。
1月12日には20人、19日には60人程度が集まり、「ニュース女子はヘイトスピーチそのものです」などと書いたプラカードを持参し、MXテレビ本社前で抗議デモが行われている。のりこえねっとの「往復の飛行機代相当、5万円を支援します。あとは自力でがんばってください！」と書かれたチラシなどが報じられたことについて、「市民特派員」として5万円を支給されて高江へ行った男性は、宿泊費を含めると5万円では足りなかったとし、「なぜこれが日当になるのか」などと抗議している。
名誉を傷つけられたとして共同代表の辛淑玉が制作元のDHCテレビジョンらに損害賠償などを求め提訴し、2021年9月1日に東京地方裁判所は同社に550万円の支払いとウェブサイトへの謝罪文の掲載を命じた。2022年6月3日、東京高等裁判所は一審判決を支持し原告、被告側双方の控訴を棄却した。2023年4月26日付で最高裁判所かDHC側の上告を棄却し一、二審判決が確定した。

### デモ活動
2014年と2015年に行われた、人種や民族、セクシュアリティー（女性・LGBTなど）、宗教などに関する全ての差別とヘイトスピーチ（差別扇動行為）に反対し、多様性ある民主主義社会を求めるデモ「東京大行進」に、有田芳生参議院議員らとともに参加した。

### のりこえねっとTube
2014年より、YouTubeチャンネル『のりこえねっとTube』の放送を開始した。ヘイトスピーチを無くしていくために、リアルな現場の情報や知っておくべき事実、歴史的経過など様々な視点から情報を提供している。

## 評価
在日本大韓民国民団（民団）の機関紙「民団新聞」は、共同代表が分担執筆した『ヘイトスピーチってなに？ レイシズムってどんなこと』を「ヘイトスピーチ（憎悪表現）を考えるための入門書」と紹介している。

## 共同代表
※五十音順
- 石井ポンペ：「原住アイヌ民族の権利を取り戻すウコチャランケの会」代表。
- 上野千鶴子[2]：東京大学名誉教授。
- 宇都宮健児：元日弁連会長。
- 雁屋哲：漫画原作者。
- 北原みのり：コラムニスト。セックスグッズショップ「ラブピースクラブ」代表。
- 河野義行[2]：松本サリン事件被害者。元長野県公安委員会委員。
- 佐高信：評論家。
- 辛淑玉[2]：人材育成技術研究所所長。 第15回多田謡子反権力人権賞受賞者。
- 鈴木邦男[2]：新右翼団体「一水会」顧問。
- 高里鈴代：強姦救援センター・沖縄（REICO）代表。 「基地・軍隊を許さない行動する女たちの会」共同代表。
- 田中宏：一橋大学名誉教授。
- 田中優子：法政大学学長・学校法人法政大学理事長。
- 知花昌一：真宗大谷派僧侶。
- 中沢けい：小説家。
- 西島藤彦：部落解放同盟中央書記長。
- 西田一美：労働組合役員。
- 前田朗：東京造形大学教授。日本民主法律家協会理事。
- 松岡徹：元部落解放同盟中央本部書記長。
- 村山富市[2]：日本国第81代内閣総理大臣。社会民主党名誉党首。
- 若森資朗：一般社団法人 協同センター・東京理事。
- 和田春樹：東京大学名誉教授。

以上ホームページによる。

## 賛同団体
- 在日本大韓民国青年会（在日本大韓民国民団傘下団体）[2]
- 全日本建設運輸連帯労働組合（連帯ユニオン、旧関西生コン）[17]

以前の賛同団体
- 朝鮮人道支援ネットワーク・ジャパン（ハンクネット）[18]

## 発行書籍
- ヘイトスピーチってなに? レイシズムってどんなこと?（七つ森書館 、2014年4月23日、ISBN 978-4-82-281400-7）
- NOヘイト! カウンターでいこう!（七つ森書館 、2015年10月28日、ISBN 978-4-82-281545-5）
- マンガ「あなたと私とヘイトスピーチと」（2013年度「エイボン女性年度賞」の指名団体寄付により制作）